# 萬葉線MLRV1000型電車
萬葉線MLRV1000型電車（日语：／ Manyō-sen MLRV1000-gata densha）是萬葉線株式會社的萬葉線使用的超低底盤電車，其暱稱為「AI-TRAM」。本型車是為了替代萬葉線自加越能鐵道接收的老舊車輛，而由新潟運輸系統製造的電車車輛，並於2004年1月21日將首輛編組投入使用。

## 導入背景
2002年4月，原本由加越能鐵道負責營運的萬葉線改由富山縣政府、高岡市和新湊市（現射水市）政府，以及沿線的企業等出資成立的萬葉線株式會社接手營運。當時萬葉線從加越能鐵道接手的車輛共計為11輛，包括De 7000型、De 7060型和De 7070型電車。由於上述車輛皆在1961年至1974年製造並投入使用，因此當時面臨車體老化和未安裝空調系統等問題，使萬葉線決定引進新型車輛來汰換上述的舊型車輛。
2002年10月23日，萬葉線宣布將引入由新潟鐵工所（現新潟運輸系統）打造的超低底盤電車MLRV1000型。而本型車在導入過程中也獲得日本政府、富山縣、高岡市及新湊市政府的財政支援。

## 規格與構造

### 車型與車體
本型車是由新潟運輸系統製造的雙車廂、雙轉向架的100%超低底盤電車，其設計主題以「熱情」與「活力」為概念，並針對車體的基本設計進行84處的修改。
本型車配置集電弓並面向越潟車站的車輛稱為「A車」，面向高岡站的車輛則稱為「B車」。為提升耐久性與維護的便利性，因此本型車的車體採用耐候鋼打造，車頂與車廂地板使用不鏽鋼板製成；車頭則採用纖維強化塑膠，並利用高岡市的傳統工藝螺鈿嵌入代表萬葉線的標誌。本型車的塗裝以紅色為主，並搭配灰色、黑色的條紋與白色的圖形。車頭配備4盞前照燈，並且自2007年投入使用的第3編組起開始將內側的兩盞車燈替換成HID燈；尾燈則兼具頭燈閃爍和方向燈的功能。

### 客室
本型車的通道區域從軌道至地板的高度為36cm，乘客上下車的車門處則為30cm。車廂的內裝配色以白色為主，營造出明亮的氛圍。座椅的絨布顏色最初採用鶯色，自2008年投入使用的第4編組起改為藍色。車門採用電動式的內嵌式門，並在車體的兩側各設置二道車門。車廂的中央區域及駕駛室的後方配備對向式的座椅，車輛的連接處附近和車門對面則設置長條式座椅。而駕駛室後方也設有放置輪椅的專用空間，並安裝可折疊的座椅。

## 運用

### 第1、第2編組的導入及暱稱
本型車的首輛編組MLRV1001於2003年12月12日運送至萬葉線在高岡市內的米島車庫，並於12月14日正式完工並交付，其造價為2億2千萬日圓。而1001編組於2004年1月21日開始投入使用，並且在島車庫舉行發車典禮。2004年3月，萬葉線向大眾公開徵求本型車的暱稱，並於5月7日公布將暱稱定為「AI-TRAM」，由自富山灣吹來的「愛之風（あいの風）」與路面電車的英文「TRAM」結合而成。
2004年8月2日，第2編組MLRV1002運送至米島車庫，其車體塗裝、內裝與造價皆和1001編組相同，並於8月6日交付給萬葉線。該編組於翌日（8月7日）在米島車庫舉行發車典禮，並開始投入使用。2004年10月，本型車獲得日本設計振興會頒發的優良設計獎。

### 第3至第6編組的導入
最初萬葉線計畫在2003年和2004年各引入一組MLRV1000型電車，並於2005年及2006年分別引進2組編組的電車；但實際上本型車自第3編組起的剩餘編組延後至2006年至2009年間引入。第3編組MLRV1003於2006年12月20日交付，並於2007年3月19日隨著時刻表改正而投入使用。第4編組MLRV1004在2008年1月31日交付給萬葉線，並於同年的3月19日舉行完發車典禮後開始進行運轉。第5編組和第6編組在2009年3月25日同時交付給萬葉線，並於同年的4月16日舉行完發車典禮後投入使用。

## 哆啦A夢電車
2012年，萬葉線為紀念出生於其沿線的行政區高岡市的日本漫畫家藤子・F・不二雄的百年誕生日，因此將MLRV1000型的第5編組的電車改造成「哆啦A夢電車」，並於同年的9月8日開始投入使用。該編組的塗裝由原本的紅色替換成代表哆啦A夢的藍色，內裝也改為藍色系，並在車廂內外塗上漫畫「哆啦A夢」內的角色圖案。車門的顏色則使用象徵著哆啦A夢的道具任意門的粉紅色。
哆啦A夢電車最初預定在2013年8月底結束營運，但因該列車吸引日本國內外的大量觀光客前來搭乘，因此決定將運行時間延長至2015年8月。到了2015年8月，萬葉線決定將哆啦A夢電車的運行延長至2018年8月，2018年7月又因為該列車成功吸引日本國內外的觀光客前來搭乘，因此再將運行時間延長至2021年8月。
哆啦A夢電車最初由第5編組運行，但因車輛需進行檢修，而在2013年7月改由第2編組接替運行。而自2016年4月起又因第2編組需進行檢修，再改由第4編組接替成第三代「哆啦A夢電車」進行運轉。